# Yona
Yona (wymawiane jako /Dżo-nia/; czamorro: Yoña) – okręg administracyjny Guamu i jednocześnie jedna z miejscowości. Okręg ma powierzchnię 52 km², a zamieszkany jest przez 6 480 osób (dane spisowe z 2010).